# Jeux olympiques d'hiver de 1964
Vous lisez un « bon article » labellisé en 2014.
Pour les articles homonymes, voir Jeux olympiques de 1964.
Les Jeux olympiques d'hiver de 1964, officiellement connus comme les IXes Jeux olympiques d'hiver, ont lieu à Innsbruck en Autriche du 29 janvier au 9 février 1964. La ville était déjà candidate, en vain, pour accueillir les Jeux de 1960. Innsbruck obtient l'organisation des Jeux de 1964 en devançant les villes de Calgary au Canada et Lahti en Finlande. Les sites sportifs, dont plusieurs sont construits à l'occasion des Jeux, se situent dans un rayon d'environ vingt kilomètres autour d'Innsbruck. Les Jeux rassemblent 1 091 athlètes de 36 pays, ce qui constitue un record à l'époque pour les Jeux d'hiver. Ils participent dans six sports et dix disciplines qui regroupent un total de trente-quatre épreuves officielles, soit sept de plus qu'en 1960. La luge fait son entrée au programme olympique. Trois nations asiatiques font leurs débuts aux Jeux d'hiver : la Corée du Nord, l'Inde et la Mongolie.
Deux sportives soviétiques dominent leur discipline respective : Lidia Skoblikova remporte les quatre courses féminines de patinage de vitesse alors que Klavdiya Boyarskikh gagne les trois épreuves de ski de fond. Le fondeur suédois Sixten Jernberg, trois fois médaillé lors de ces Jeux, devient le premier athlète à atteindre neuf médailles aux Jeux d'hiver. En ski alpin, les sœurs françaises Christine et Marielle Goitschel obtiennent chacune une médaille d'or et une d'argent. L'Union soviétique est première au tableau des médailles avec vingt-cinq récompenses dont onze en or. Elle est suivie de l'Autriche, pays organisateur, qui obtient douze médailles dont quatre d'or. Avant les Jeux, l'armée autrichienne est mobilisée pour faire face au manque de neige. Ils en amènent des milliers de mètres cubes du col du Brenner, proche de la frontière italienne. Les Jeux olympiques d'hiver se dérouleront une seconde fois à Innsbruck en 1976.

## Contexte

### Sélection de la ville hôte
La ville d'Innsbruck, capitale du Tyrol, soumet sa première candidature olympique pour accueillir les Jeux d'hiver de 1960. Les Autrichiens présentent un dossier convaincant et sont les favoris. Au deuxième tour du vote des membres du Comité international olympique (CIO) en 1955, la candidature américaine de Squaw Valley, qui n'est alors qu'une petite station où tous les sites restent à construire, devance cependant celle d'Innsbruck par 32 voix contre 30,.
Un mois plus tard, les autorités d'Innsbruck décident de se présenter à nouveau pour les Jeux d'hiver de 1964. Le 26 mai 1959, lors de la 55e session du CIO à Munich en Allemagne de l'Ouest, les Autrichiens obtiennent facilement l'organisation des Jeux puisqu'avec 49 voix au premier tour, ils devancent Calgary (Canada) qui obtient 9 voix et Lahti (Finlande) qui n'en recueille aucune.

### Politique
Après la construction du mur de Berlin en 1961 qui augmente les tensions entre l'Est et l'Ouest et malgré le fait que l'Allemagne de l'Est souhaite avoir sa propre équipe, le CIO parvient à maintenir l'équipe unifiée d'Allemagne pour la troisième olympiade consécutive. Dans les années 1960, le CIO discute également de la participation olympique de l'Afrique du Sud, pays plongé dans le régime de l'apartheid. Pendant les Jeux d'Innbruck, le président du CIO Avery Brundage annonce que le pays ne pourra participer aux Jeux olympiques d'été de 1964 à cause de sa politique de ségrégation raciale dans le sport. Plusieurs pays africains devenus indépendants rejoignent en revanche le mouvement olympique : les comités nationaux olympiques de l'Algérie, du Congo, du Nigeria et du Sierra Leone sont reconnus par le CIO lors de la session tenue pendant les Jeux d'Innsbruck. Le nombre de nations membres du CIO passe à 114. En outre, les Jeux d'Innsbruck sont utilisés pour la diffusion de messages politiques. Cinq étudiants iraniens sont arrêtés après avoir défilé avec des bannières hostiles au chah. Vingt autres Iraniens, qui manifestent pour la libération de prisonniers dans leur pays, sont également emprisonnés.

## Organisation

### Comité d'organisation
Le « comité d'organisation des IXes Jeux olympiques d'hiver d'Innsbruck 1964 » est formé le 2 juin 1959. Heinrich Drimmel, président du comité olympique autrichien et ministre fédéral de l'Enseignement, est élu à sa présidence et Friedl Wolfgang en est le secrétaire général. Le comité d'organisation est composé de l'assemblée générale, du conseil d'administration, du comité exécutif ainsi que de huit sous-comités créés pour gérer les différents aspects des Jeux : les finances, la construction, les sports, les transports, le logement et le service médical, l'hébergement, l'administration et les contrôles.

### Aspects financiers
Les Jeux d'Innsbruck coûtent environ un milliard de schillings, soit 40 millions de dollars américains répartis entre le comité d'organisation, l'état autrichien, le Land du Tyrol et la ville d'Innsbruck,. Les organisateurs essaient de modérer les dépenses liées aux éléments provisoires et d'investir plus d'argent pour les installations qui continueront à être utilisées après les Jeux. L'Olympiaeisstadion coûte 75 millions de schillings, la rénovation du tremplin de Bergisel 15 millions et la piste de bobsleigh et de luge d'Igls 10 millions. L'aménagement des pistes de ski alpin, ski de fond et de biathlon nécessitent au total 29 millions. Le village olympique, destiné à devenir un centre de loisirs, coûte quant à lui 174 millions. Au total, 225 millions sont investis pour rénover et développer le réseau routier de la région.

### Télévision
En 1964, c'est la troisième fois que les Jeux d'hiver sont diffusés à la télévision et la deuxième fois que des droits de diffusion exclusifs sont vendus. Ce montant explose : alors qu'ils étaient de 50 000 dollars américains en 1960, les droits de diffusion rapportent 937 000 dollars en 1964, ce qui représente environ 24 millions de schillings. Trente pays retransmettent les Jeux. La chaîne américaine ABC paie près de 15,4 millions de schillings, soit 64 % des droits totaux. Le réseau Eurovision dépense environ 7,6 millions pour 16 pays, la télévision soviétique 600 000 et le réseau Intervision 550 000 pour six pays d'Europe de l'Est,.

### Nations participantes
Un total de trente-six nations envoie des athlètes à Innsbruck, soit six de plus qu'à Squaw Valley en 1960. Le nombre d'athlètes est de 1 091, contre 665 quatre ans plus tôt. La Mongolie, l'Inde et la Corée du Nord participent aux Jeux d'hiver pour la première fois. La Belgique, la Grande-Bretagne, la Grèce, l'Iran, la Roumanie et la Yougoslavie retrouvent cette compétition après l'avoir manquée en 1960. En revanche, l'Afrique du Sud, la Corée du Sud et la Nouvelle-Zélande, qui ont participé à Squaw Valley, ne concourent pas à Innsbruck. Les athlètes de l'Allemagne de l'Ouest et de l'Est participent ensemble sous le nom d'équipe unifiée d'Allemagne de 1956 à 1964.
Le nombre indiqué entre parenthèses est le nombre d'athlètes engagés dans les épreuves officielles pour chaque pays
- Équipe unifiée d’Allemagne (96)
- Argentine (12)
- Australie (5)
- Autriche (83)
- Belgique (8)
- Bulgarie (7)
- Canada (55)
- Chili (5)
- Finlande (52)
- France (24)
- Grande-Bretagne (36)
- Grèce (3)
- Hongrie (28)
- Corée du Sud (7)
- Corée du Nord (13)
- Danemark (2)
- Espagne (6)
- États-Unis (90)
- Inde (1)
- Iran (4)
- Japon (47)
- Liban (4)
- Mongolie (13)
- Islande (5)
- Italie (61)
- Liechtenstein (6)
- Norvège (58)
- Pays-Bas (6)
- Pologne (51)
- Roumanie (27)
- Suède (57)
- Suisse (72)
- Tchécoslovaquie (46)
- Turquie (5)
- Union soviétique (69)
- Yougoslavie (31)

## Déroulement

### Calendrier
Les Jeux se déroulent sur douze jours, du 29 janvier au 9 février. Trente-quatre épreuves sont au programme, contre vingt-sept à Squaw Valley quatre ans plus tôt. Trois épreuves de luge (individuel hommes et femmes, double hommes) sont intégrées au programme olympique. Les deux épreuves de bobsleigh, absentes des Jeux de 1960 à cause des coûts de construction de la piste, font leur retour. Finalement, le saut à ski est divisé en deux épreuves (petit et grand tremplin) et le 5 kilomètres féminin est ajouté en ski de fond. L'eisstock, variante du curling populaire dans les pays alpins, est un sport de démonstration comme à Garmisch-Partenkirchen en 1936. Au total, 1 073 000 personnes assistent aux différentes épreuves. Les disciplines qui attirent le plus de spectateurs sont le ski alpin et le hockey sur glace.
| CO | Cérémonie d'ouverture | ● | Épreuve(s) | 1 | Finale d'épreuve officielle | CC | Cérémonie de clôture |

| janvier 1964 février 1964 | 29 Mer | 30 Jeu | 31 Ven | 1 Sam | 2 Dim | 3 Lun | 4 Mar | 5 Mer | 6 Jeu | 7 Ven | 8 Sam | 9 Dim | Épreuves |
| ------------------------- | ------ | ------ | ------ | ----- | ----- | ----- | ----- | ----- | ----- | ----- | ----- | ----- | -------- |
| Cérémonies                | CO     |        |        |       |       |       |       |       |       |       |       | CC    | —        |
| Biathlon                  |        |        |        |       |       |       | 1     |       |       |       |       |       | 1        |
| Bobsleigh                 |        |        | ●      | 1     |       |       |       |       | ●     | 1     |       |       | 2        |
| Combiné nordique          |        |        |        |       | ●     | 1     |       |       |       |       |       |       | 1        |
| Hockey sur glace          | ●      | ●      | ●      | ●     | ●     | ●     | ●     | ●     | ●     | ●     | ●     | 1     | 1        |
| Luge                      |        | ●      | ●      |       |       | 2     |       | 1     |       |       |       |       | 3        |
| Patinage artistique       | 1      | ●      | ●      |       | 1     | ●     | ●     |       | 1     |       |       |       | 3        |
| Patinage de vitesse       |        | 1      | 1      | 1     | 1     |       | 1     | 1     | 1     | 1     |       |       | 8        |
| Saut à ski                |        |        | 1      |       |       |       |       |       |       |       |       | 1     | 2        |
| Ski alpin                 |        | 1      |        | 1     | 1     | 1     |       |       | 1     |       | 1     |       | 6        |
| Ski de fond               |        | 1      |        | 1     | 1     |       |       | 2     |       | 1     | 1     |       | 7        |
| Eisstock (démonstration)  |        |        |        |       |       |       |       |       |       |       | ●     | ●     | —        |
| Nombre de finales/jour    | 1      | 3      | 2      | 4     | 4     | 4     | 2     | 4     | 3     | 3     | 2     | 2     |          |
| Total cumulé              | 1      | 4      | 6      | 10    | 14    | 18    | 20    | 24    | 27    | 30    | 32    | 34    | 34       |

### Conditions météorologiques avant les Jeux
Dans les semaines précédant les Jeux, les températures montent souvent au-dessus de zéro degré à cause du foehn, un vent chaud et sec. Il n'y a pas d'importantes chutes de neiges pendant sept semaines et la pluie fait fondre la neige et la glace des sites sportifs. C'est la première fois depuis environ un siècle que la quantité de neige est aussi faible dans le Tyrol,. À deux semaines du début des Jeux, des milliers de soldats autrichiens sont mobilisés pour transporter par camion 40 000 m3 de neige du col du Brenner, proche de la frontière italienne, et les répandre à la main sur les pistes de ski. De plus, une réserve de 20 000 m3 de neige est constituée et 20 000 blocs de glace sont transportés vers la piste de bobsleigh et de luge,,.

### Cérémonie d'ouverture
La cérémonie d'ouverture se déroule le 29 janvier au stade du tremplin de Bergisel devant environ 50 000 spectateurs. Les Jeux sont ouverts par le président de la République d'Autriche Adolf Schärf. Le bobeur Paul Aste prononce le serment olympique. Aste le modifie légèrement : au lieu de dire « pour la gloire du sport et l'honneur de nos pays », il remplace le mot « pays » par « équipes » pour supprimer les éléments nationalistes du serment. C'est la première fois que la flamme olympique des Jeux d'hiver est allumée devant le Temple d'Héra à Olympie, en Grèce. Dans le stade, le skieur alpin Josef Rieder allume la vasque. Des orchestres tyroliens se produisent pendant la cérémonie,,.

### Épreuves

#### Biathlon
Le biathlon fait sa deuxième apparition olympique. Comme en 1960, l'unique épreuve disputée est une course de ski de fond de 20 kilomètres avec quatre stands de tir de 100 à 250 mètres. Le Soviétique Vladimir Melanine, grand favori, remporte l'épreuve. C'est la première fois qu'il ne manque aucun de ses vingt tirs dans une compétition majeure. Son compatriote Aleksandr Privalov, qui réalise également un sans faute en tir, est deuxième à plus de trois minutes et le Norvégien Olav Jordet, qui manque une cible, remporte la médaille de bronze. Le Finlandais Veikko Hakulinen est le plus rapide, mais il manque six tirs et termine au 15e rang,.

#### Bobsleigh

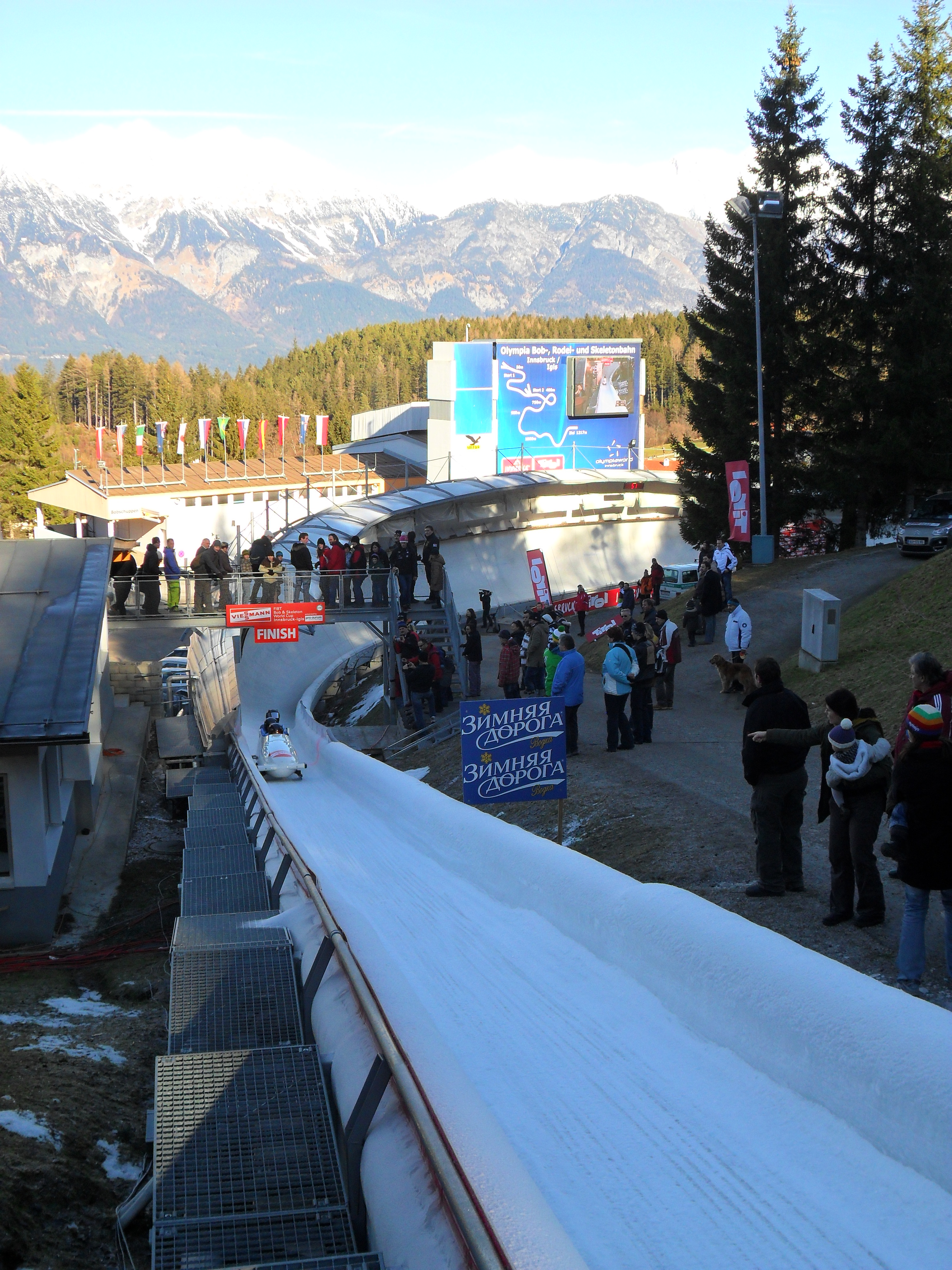
La piste de bobsleigh d'Igls en 2011.

Le bobsleigh n'était pas au programme des Jeux olympiques d'hiver de 1960, à Squaw Valley aux États-Unis, à cause du faible nombre d'équipes et du coût de construction de la piste. En 1964, les épreuves de bobsleigh font leur retour et sont disputées sur la piste d'Igls. Aucune des deux équipes championnes olympiques, la Grande-Bretagne et le Canada, n'a de piste dans son pays.
Pendant la première manche de l'épreuve à deux, le bob des Britanniques Robin Dixon et Tony Nash est endommagé et le favori de la compétition, l'Italien Eugenio Monti, leur prête un boulon d'essieu. Après deux manches, les Britanniques devancent les deux équipes italiennes. Après la troisième manche, les Italiens Sergio Zardini et Romano Bonagura battent Dixon et Nash de seulement cinq centièmes de seconde. Finalement, Dixon et Nash deviennent champions olympiques avec 12 centièmes d'avance sur les médaillés d'argent Zardini et Bonagura et 73 sur les troisièmes, Eugenio Monti et Sergio Siorpaes. C'est la seule fois de l'histoire que des Britanniques sont champions olympiques en bobsleigh. Après les Jeux, Monti reçoit la première médaille Pierre de Coubertin pour sa sportivité envers l'équipe britannique.
Les Canadiens créent la surprise dans l'épreuve de bob à quatre. Alors que le pays participe pour la première fois aux épreuves olympiques de bobsleigh, l'équipe du pilote Vic Emery remporte la première manche en battant le record de la piste puis augmente son avance dans les trois manches suivantes. Le Canada remporte la médaille d'or avec plus d'une seconde d'avance sur le bob autrichien d'Erwin Thaler et le bob italien d'Eugenio Monti.

#### Combiné nordique
L'épreuve de combiné nordique se déroule dans le village de Seefeld in Tirol. Le premier jour, les concurrents font trois sauts et les deux meilleurs résultats sont enregistrés. Le lendemain, ils font une course de ski de fond de 15 kilomètres. Le classement final est établi grâce à un nouveau système de points.
Le champion olympique en titre, l'Allemand Georg Thoma, est premier devant le Norvégien Tormod Knutsen et le Soviétique Nikolaï Kisseliov après les sauts. Knutsen a besoin de battre Thoma d'au moins douze secondes dans la course de ski de fond pour le dépasser. Il le devance largement d'1 min 33 s et devient champion olympique. Kisseliov remporte la médaille d'argent. Thoma, qui a des problèmes de cire et tombe à deux reprises pendant la course, est finalement troisième à seulement 0,16 point de Kisseliov après une dixième place en ski de fond.

#### Hockey sur glace
Les matchs de hockey sur glace sont disputés dans l'Olympiaeisstadion et la Messehalle. Les seize équipes participantes jouent d'abord un match pour déterminer leur groupe pour la suite de la compétition : le groupe A (qui attribuent les places 1 à 8) ou dans le groupe B (places 9 à 16). Ensuite, chaque équipe affronte les sept autres de son groupe.
Dans le groupe A, les favoris soviétiques remportent leurs sept matchs et deviennent champions olympiques. Le tournoi est en fait très serré puisque dans le dernier match, les Soviétiques perdent 2-1 contre les Canadiens après deux périodes pour finalement s'imposer 3-2 ; en cas de victoire, les Canadiens auraient remporté la médaille d'or. Derrière l'Union soviétique, trois équipes ont cinq victoires et deux défaites : le Canada, la Tchécoslovaquie et la Suède. Ces trois équipes sont classées selon la différence de buts et la Suède reçoit la médaille d'argent, la Tchécoslovaquie le bronze et le Canada termine quatrième. Les Américains, champions olympiques en titre, sont cinquièmes. Les Canadiens, qui ne sont pas satisfaits de la méthode utilisée pour les départager de la Suède et la Tchécoslovaquie, boycottent la cérémonie de remise des médailles.

#### Luge

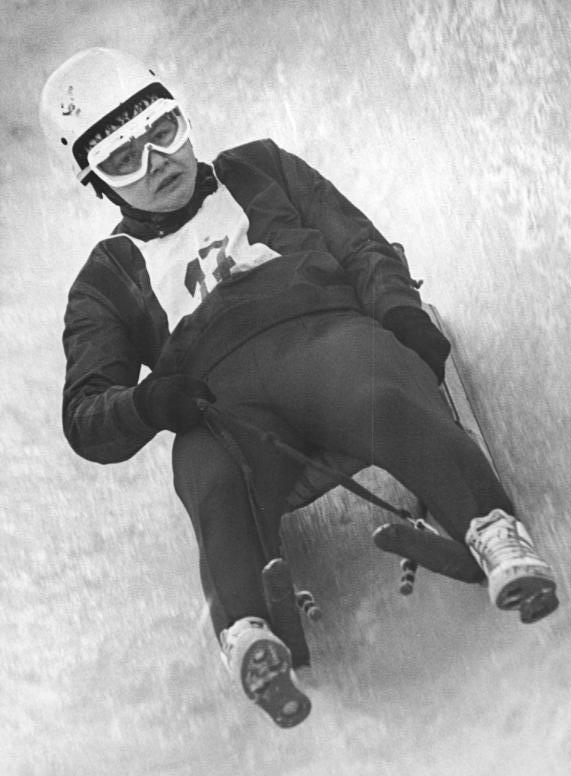
La championne olympique Ortrun Enderlein peu après les Jeux.

La luge est un sport populaire dans les pays alpins dont la première compétition date de 1831. La première épreuve internationale est organisée en 1928. Le CIO décide en 1954 d'intégrer la luge au programme des Jeux de 1964 pour remplacer le skeleton, car il n'existe qu'une seule piste adaptée à ce sport : la Cresta Run de Saint-Moritz en Suisse. Trois épreuves sont disputées aux Jeux : en individuel pour les hommes et les femmes et par deux pour les hommes. Certains estiment que la luge est un sport trop dangereux pour intégrer le programme olympique. La mort du lugeur britannique né en Pologne Kazimierz Kay-Skrzypeski lors d'une course d'essai deux semaines avant le début des Jeux appuie leur position. Les épreuves de luge sont dominées par les Allemands, qui s'adjugent cinq médailles sur six en individuel,.
Pendant l'épreuve individuelle masculine, un trio allemand domine la compétition : le champion du monde 1962 Thomas Köhler ainsi que Klaus Bonsack et Hans Plenk sont les trois premiers dans chacune des trois premières manches, remportées respectivement par Köhler, Bonsack et à nouveau Köhler. Bonsack gagne également la quatrième manche. Finalement, Köhler est champion olympique avec 27 centièmes d'avance sur Bonsack et 3 s 38 sur Plenk.
L'Allemande Ilse Geisler, championne du monde en 1962 et 1963, est favorite de l'épreuve féminine. C'est cependant sa compatriote Ortrun Enderlein qui remporte les trois premières manches. Geiser prend beaucoup de risques dans la dernière manche et fait une grosse erreur alors qu'Enderlein gagne à nouveau. Enderlein est championne olympique avec presque trois secondes d'avance sur Geisler. L'Autrichienne Helene Thurner gagne quant à elle la médaille de bronze.
L'épreuve en double, qui se déroule en deux manches, est dominée par les Autrichiens. En effet, Josef Feistmantl et Manfred Stengl gagnent la première manche devant Reinhold Senn et Helmut Thaler. Ces derniers remportent la deuxième manche sans inquiéter Feistmantl et Stengl, sacrés champions olympiques. Les Italiens Walter Aussendorfer et Sigisfredo Mair sont médaillés de bronze.

#### Patinage artistique
Les épreuves de patinage artistique se déroulent à l'Olympiaeisstadion. En individuel, les hommes et les femmes effectuent un programme libre et des figures imposées alors que, pour la dernière fois dans une compétition internationale, les couples ne présentent qu'un seul programme. Les ordinateurs sont utilisés pour l'arbitrage, ce qui est une nouveauté aux Jeux olympiques. Le système de traitement de données fourni par l'entreprise IBM permet d'annoncer les scores instantanément. En plus du patinage artistique, des informations sont envoyées vers un centre de traitement de données de l'université d'Innsbruck depuis onze autres installations.
Dans l'épreuve masculine, l'Allemand Manfred Schnelldorfer devient champion olympique en remportant chaque manche. Le Français Alain Calmat, légèrement favori, se classe quant à lui au deuxième rang. L'Américain Scott Allen gagne la médaille de bronze, deux jours avant son quinzième anniversaire. Il devient ainsi le plus jeune médaillé de l'histoire des Jeux d'hiver.
La grande favorite de l'épreuve féminine, la Néerlandaise Sjoukje Dijkstra, devient facilement championne olympique. Elle est en effet placée au premier rang par les neuf juges. Devant la famille royale des Pays-Bas, elle remporte la première médaille d'or néerlandaise aux Jeux d'hiver. L'Autrichienne Regine Heitzer est médaillée d'argent avec une petite avance sur la Canadienne Petra Burka, médaillée de bronze,.
Les Soviétiques Ludmila Belousova et Oleg Protopopov, qui formant un couple marié, remportent de peu l'épreuve par couple devant les favoris allemands Marika Kilius et Hans-Jürgen Bäumler. La médaille de bronze est attribuée aux Canadiens Debbi Wilkes et Guy Revell. Les athlètes olympiques doivent être amateurs et, en 1966, Kilius et Bäumler doivent rendre leurs médailles à cause d'un contrat professionnel signé avant les Jeux. Les Canadiens reçoivent une médaille d'argent et les Américains Vivian et Ronald Joseph, initialement quatrièmes, reçoivent une médaille de bronze. En 1987, le CIO décide cependant de rendre les médailles du couple allemand. Les résultats sont ensuite plongés dans la confusion puisque les différents palmarès n'indiquent pas les mêmes informations. En 2013, le CIO indique que les Soviétiques ont la médaille d'or, les Canadiens et les Allemands se partagent la médaille d'argent et les Américains la médaille de bronze. Il précise ce sont les résultats officiels depuis 1987,.

#### Patinage de vitesse

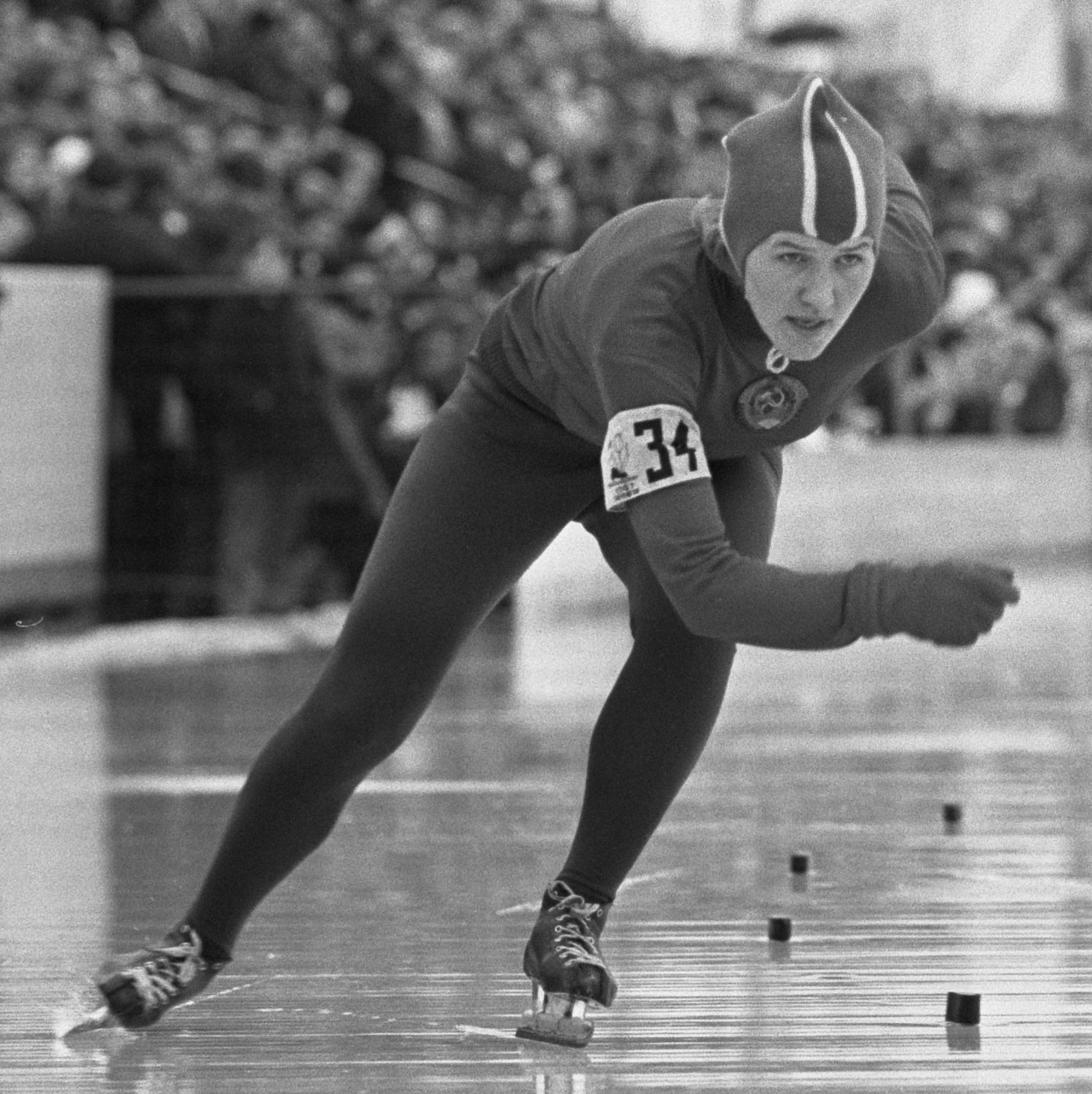
Lidia Skoblikova en 1967.

Les épreuves de patinage de vitesse se déroulent sur une piste extérieure aménagée autour de l'Olympiaeisstadion. Alors que les Soviétiques dominent les épreuves féminines, les podiums masculins sont plus internationaux.
L'Américain Richard McDermott, qui ne fait pourtant pas partie des favoris, remporte le 500 mètres masculin en établissant un nouveau record olympique. Participant à sa première compétition internationale, il a emprunté des patins à son entraîneur Leo Freisinger. Trois athlètes, dont le favori de l'épreuve Evgueni Grichine, se partagent la deuxième place. Le Soviétique Ants Antson gagne la médaille d'or du 1 500 mètres, devant le Néerlandais Kees Verkerk et le Norvégien Villy Haugen, à l'issue d'une course très serrée. Les Norvégiens réalisent un triplé dans le 5 000 mètres. Knut Johannesen est médaillé d'or en battant le record olympique avec seulement deux dixièmes d'avance sur Per Ivar Moe. Finalement, le Suédois Jonny Nilsson remporte le 10 000 mètres devant les Norvégiens Fred Anton Maier et Knut Johannesen. Cette course est controversée car Nilsson est un des seuls à patiner avant que le vent ne se lève et bénéficie d'une glace en meilleur état que la plupart des autres concurrents,.
La Soviétique Lidia Skoblikova a remporté les quatre courses des championnats du monde 1963. Grande favorite, elle reproduit la même performance aux Jeux olympiques de 1964 en battant à chaque fois le record olympique. Elle devient ainsi la première athlète à glaner quatre médailles d'or en une édition des Jeux d'hiver et la première, après ses deux titres en 1960, à cumuler six médailles d'or en plusieurs éditions. Skoblikova remporte d'abord le 500 mètres devant ses compatriotes Irina Iegorova et Tatyana Sidorova. Sur 1 000 mètres, elle devance Irina Iegorova et la Finlandaise Kaija Mustonen. Elle domine le 1 500 mètres avec presque trois secondes d'avance sur Mustonen,. Enfin, Skoblikova s'adjuge le 5 000 mètres avec presque quatre secondes d'avance. La Nord-Coréenne Han Pil-hwa, presque inconnue avant les Jeux, crée la surprise : à égalité avec Skoblikova à la moitié du parcours, elle est finalement deuxième à égalité avec la Soviétique Valentina Stenina. La Corée du Nord participe pour la première fois aux Jeux ; il s'agit de la première médaille olympique du pays. À son retour au pays, Skoblikova est faite membre du parti communiste et devient la première femme à remporter le titre de sportif soviétique de l'année.

#### Saut à ski
Pour la première fois en 1964, deux épreuves de saut à ski sont disputées aux Jeux olympiques : celles du petit tremplin, disputée au tremplin Toni Seelos et celle du grand tremplin, qui se déroule au tremplin de Bergisel. Ils ont un point K de respectivement 70 et 90 mètres. Les athlètes sautent trois fois et leurs deux meilleurs résultats sont pris en compte dans chaque épreuve,.
Le Tchécoslovaque Josef Matouš surprend en remportant la première manche du petit tremplin alors que le Finlandais Veikko Kankkonen, qui fait partie des favoris, n'est que vingt-neuvième. Kankkonen réalise le meilleur saut de la compétition en deuxième manche, à 80 mètres, et le Norvégien Toralf Engan prend la tête du classement. Après la troisième manche, Kankkonen qui produit à nouveau un bon saut devient champion olympique. Toralf Engan est deuxième alors que le jeune Norvégien Torgeir Brandtzæg prend la troisième place. Dans la première manche du grand tremplin, Veikko Kankkonen prend la tête devant Toralf Engan avec un saut de 95,5 mètres. Engan prend la première place après le deuxième saut, alors que Kankkonen et Brandtzæg le suivent de près. Brandtzæg termine par un bon saut contrairement à ses deux rivaux. Les médaillés sont les mêmes que pour le petit tremplin, mais Engan est cette fois champion olympique devant Kankkonen.

#### Ski alpin

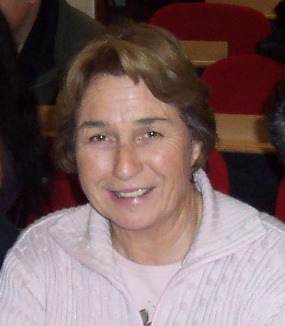
Marielle Goitschel en 2008.

La plupart des épreuves de ski alpin se déroulent à Axamer Lizum, la descente masculine étant organisée à Igls. Trois épreuves sont au programme pour les hommes et les femmes : la descente, le slalom géant et le slalom. Pour la première fois aux Jeux olympiques, les athlètes sont chronométrés au centième de seconde. La compétition est endeuillée par la mort de l'Australien Ross Milne, qui percute un arbre pendant un entraînement pour la descente,.
L'Autrichien Egon Zimmermann remporte la descente masculine avec 74 centièmes d'avance sur le Français Léo Lacroix et 1 s 32 sur l'Allemand Wolfgang Bartels. Pour la dernière fois aux Jeux olympiques, le slalom géant masculin se déroule en une seule manche. Le Français François Bonlieu remporte la course en devançant les favoris autrichiens : Karl Schranz est deuxième Josef Stiegler est troisième. Pour la première fois, le slalom olympique compte une phase de qualification de deux manches. Les 25 meilleurs participent aux deux manches finales qui déterminent le classement de l'épreuve. Les officiels autrichiens tentent de remplacer Josef Stiegler par Egon Zimmermann, mais Stiegler participe au slalom sous la pression du public. Il remporte finalement l'épreuve. Les Américains Billy Kidd et Jimmy Heuga, respectivement deuxième et troisième, remportent les premières médailles olympiques de leur pays en ski alpin,.
Dans la descente féminine, les Autrichiennes réalisent le deuxième triplé de l'histoire des Jeux d'hiver en ski alpin. La favorite Christl Haas est championne olympique avec plus d'une seconde d'avance sur Edith Zimmermann et Traudl Hecher. Les épreuves techniques sont dominées par deux Françaises, les sœurs Goitschel. Marielle Goitschel, âgée de 18 ans, remporte la première manche du slalom devant sa sœur Christine, d'un an son aînée. Christine est la plus rapide en deuxième manche. Elle est championne olympique devant Marielle alors que la médaille de bronze est attribuée à l'Américaine Jean Saubert. Deux jours plus tard, Christine Goitschel prend la tête du slalom géant. Son temps est ensuite égalé par Jean Saubert. Marielle Goitschel, quatorzième skieuse à s'élancer, les devance de presque une seconde. L'aînée des Goitschel est cette fois première alors que sa sœur partage la deuxième place avec Saubert.

#### Ski de fond

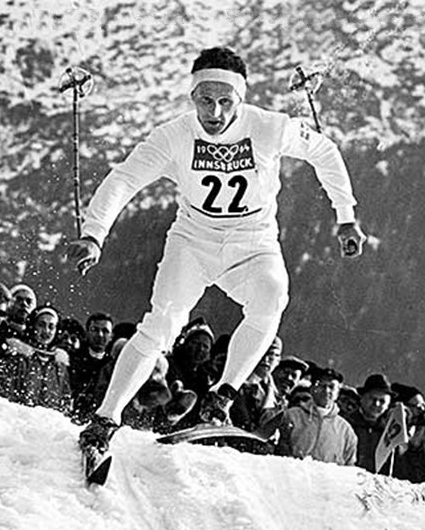
Sixten Jernberg pendant ces Jeux olympiques.

Les épreuves de ski de fond se déroulent près du village de Seefeld in Tirol. Les hommes concourent comme d'habitude en individuel sur 15, 30 et 50 kilomètres ainsi que dans le relais 4 × 10 kilomètres. En revanche, les femmes disputent pour la première fois aux Jeux olympiques le 5 kilomètres, introduit aux championnats du monde en 1962, en plus du 10 kilomètres et du relais 3 × 5 kilomètres.
Les épreuves masculines commencent par le 30 kilomètres. Le Finlandais Eero Mäntyranta remporte la course devant le Norvégien Harald Grønningen et le Soviétique Igor Voronchikhin. Le Suédois Sixten Jernberg, favori après ses six médailles olympiques obtenues en 1956 et 1960, termine cinquième. Huit des neuf meilleurs athlètes sont scandinaves,. Lors du 15 kilomètres disputé trois jours plus tard, Eero Mäntyranta est à nouveau sacré champion olympique devant Harald Grønningen. Sixten Jernberg remporte le bronze, qui constitue sa septième médaille olympique. La veille de ses 35 ans, Jernberg prend la tête à la fin du 50 kilomètres. Il obtient l'or, sa huitième médaille olympique, en terminant avec plus d'une minute d'avance sur son compatriote Assar Rönnlund. La fin du relais 4 × 10 kilomètres prend la forme d'un duel entre le Finlandais Eero Mäntyranta et le Suédois Assar Rönnlund, qui dépassent le Soviétique Pavel Kolchin à un kilomètre de l'arrivée. La Suède remporte finalement l'épreuve avec huit secondes d'avance sur la Finlande et douze sur l'Union soviétique. Jernberg termine sa carrière olympique avec neuf médailles dont quatre d'or, ce qui constitue un nouveau record,.
Les skieuses soviétiques dominent les épreuves féminines puisqu'elles remportent six médailles sur les sept possibles. Dans le 10 kilomètres, très serré, elles réalisent le triplé comme en 1960 : Klavdiya Boyarskikh devance Yevdokiya Mekshilo et Maria Gusakova. Pour la première fois chez les femmes, des fondeuses non-européennes participent aux Jeux olympiques. Les deux Nord-Coréennes et les deux Mongoles prennent cependant les quatre dernières places,. Boyarskikh gagne également le premier 5 kilomètres olympique, très serré, alors que la Finlandaise Mirja Lehtonen crée la surprise en prenant la deuxième place. La Soviétique Alevtina Kolchina est troisième. Finalement, les Soviétiques s'adjugent pour la première fois le relais 3 × 5 kilomètres. Elles devancent largement les Suédoises de deux minutes et les Finlandaises de trois minutes. Klavdiya Boyarskikh gagne sa troisième médaille d'or à ces Jeux.

### Cérémonie de clôture
La cérémonie de clôture se déroule le 9 février à l'Olympiaeisstadion. Les drapeaux de la Grèce, pays à l'origine des Jeux olympiques, de l'Autriche, pays hôte, et de la France, pays organisateur des prochains Jeux, sont hissés au son des hymnes nationaux. Le président du CIO Avery Brundage déclare officiellement la clôture des Jeux avant l'extinction de la flamme olympique.

### Tableau des médailles

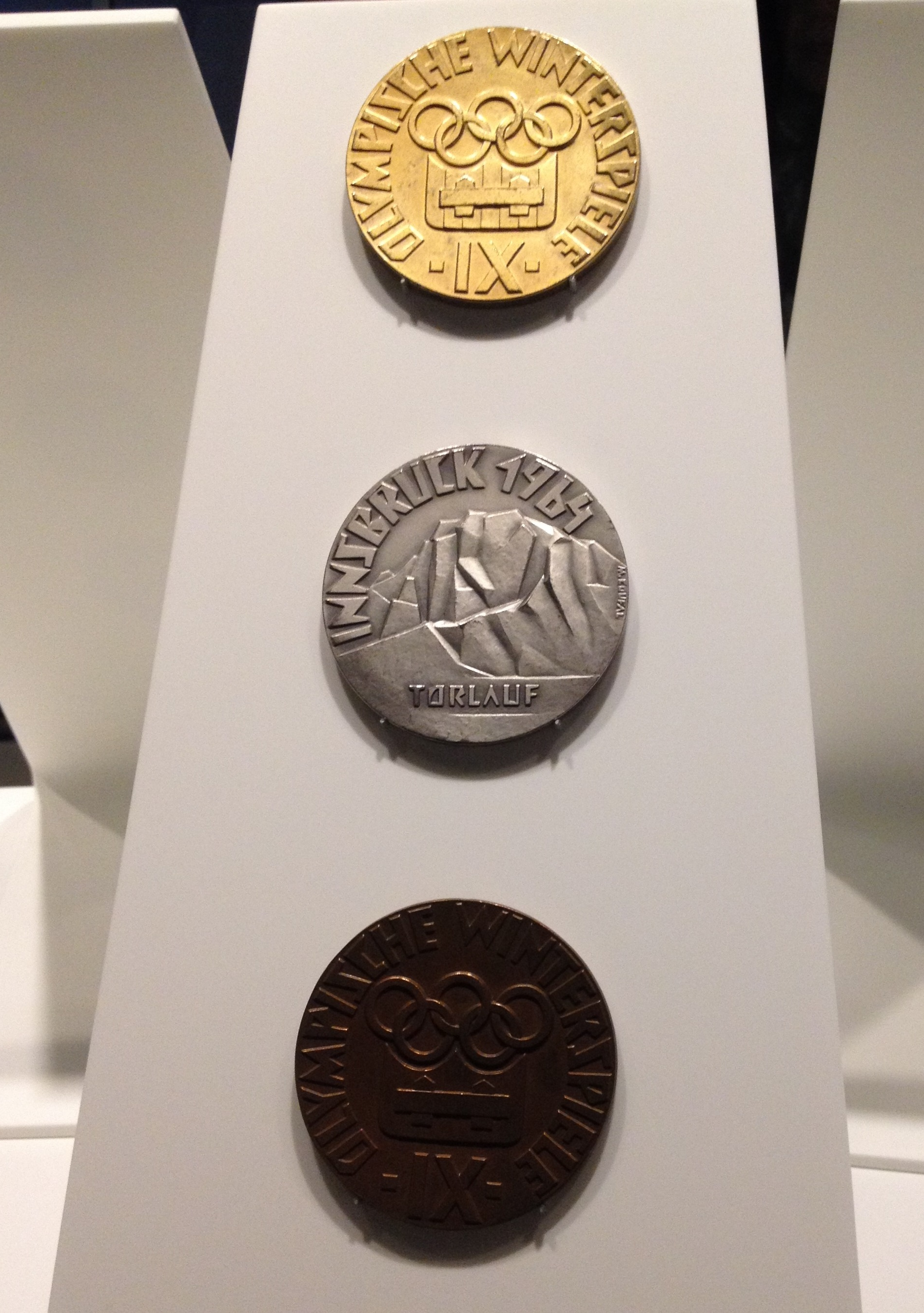
Les médailles des Jeux d'Innsbruck.

Quatorze des trente-six nations participant à ces Jeux remportent au moins une médaille, comme détaillé dans le tableau ci-dessous. Déjà première en 1956 et en 1960, l'Union soviétique arrive largement en tête de ce tableau avec vingt-cinq médailles : onze d'or, huit d'argent et six de bronze. Le pays hôte, neuvième quatre ans plus tôt, est cette fois deuxième avec douze médailles dont sept en ski alpin. La Norvège, quatrième en 1964, arrive en troisième position avec quinze médailles,. Pour la première fois depuis 1936, les Américains ne remportent qu'une seule médaille d'or.
| Rang | Nation           | Médaille d'or, Jeux olympiques | Médaille d'argent, Jeux olympiques | Médaille de bronze, Jeux olympiques | Total |
| ---- | ---------------- | ------------------------------ | ---------------------------------- | ----------------------------------- | ----- |
| 1    | Union soviétique | 11                             | 8                                  | 6                                   | 25    |
| 2    | Autriche         | 4                              | 5                                  | 3                                   | 12    |
| 3    | Norvège          | 3                              | 6                                  | 6                                   | 15    |
| 4    | Finlande         | 3                              | 4                                  | 3                                   | 10    |
| 5    | France           | 3                              | 4                                  | 0                                   | 7     |
| 6    | Allemagne        | 3                              | 3                                  | 3                                   | 9     |
| 7    | Suède            | 3                              | 3                                  | 1                                   | 7     |
| 8    | États-Unis       | 1                              | 2                                  | 4                                   | 7     |
| 9    | Canada           | 1                              | 1                                  | 1                                   | 3     |
| 10   | Pays-Bas         | 1                              | 1                                  | 0                                   | 2     |
| 11   | Grande-Bretagne  | 1                              | 0                                  | 0                                   | 1     |
| 12   | Italie           | 0                              | 1                                  | 3                                   | 4     |
| 13   | Corée du Nord    | 0                              | 1                                  | 0                                   | 1     |
| 14   | Tchécoslovaquie  | 0                              | 0                                  | 1                                   | 1     |

### Sportifs les plus médaillés
Les Soviétiques dominent également le classement des athlètes les plus médaillés puisque la patineuse de vitesse Lidia Skoblikova et la fondeuse Klavdiya Boyarskikh arrivent en première et deuxième positions.
| Rang | Athlète                   | Sport               | Médaille d'or, Jeux olympiques | Médaille d'argent, Jeux olympiques | Médaille de bronze, Jeux olympiques | Total |
| ---- | ------------------------- | ------------------- | ------------------------------ | ---------------------------------- | ----------------------------------- | ----- |
| 1    | Lidia Skoblikova (URS)    | Patinage de vitesse | 4                              | 0                                  | 0                                   | 4     |
| 2    | Klavdiya Boyarskikh (URS) | Ski de fond         | 3                              | 0                                  | 0                                   | 3     |
| 3    | Eero Mäntyranta (FIN)     | Ski de fond         | 2                              | 1                                  | 0                                   | 3     |
| 4    | Sixten Jernberg (SWE)     | Ski de fond         | 2                              | 0                                  | 1                                   | 3     |

## Sites

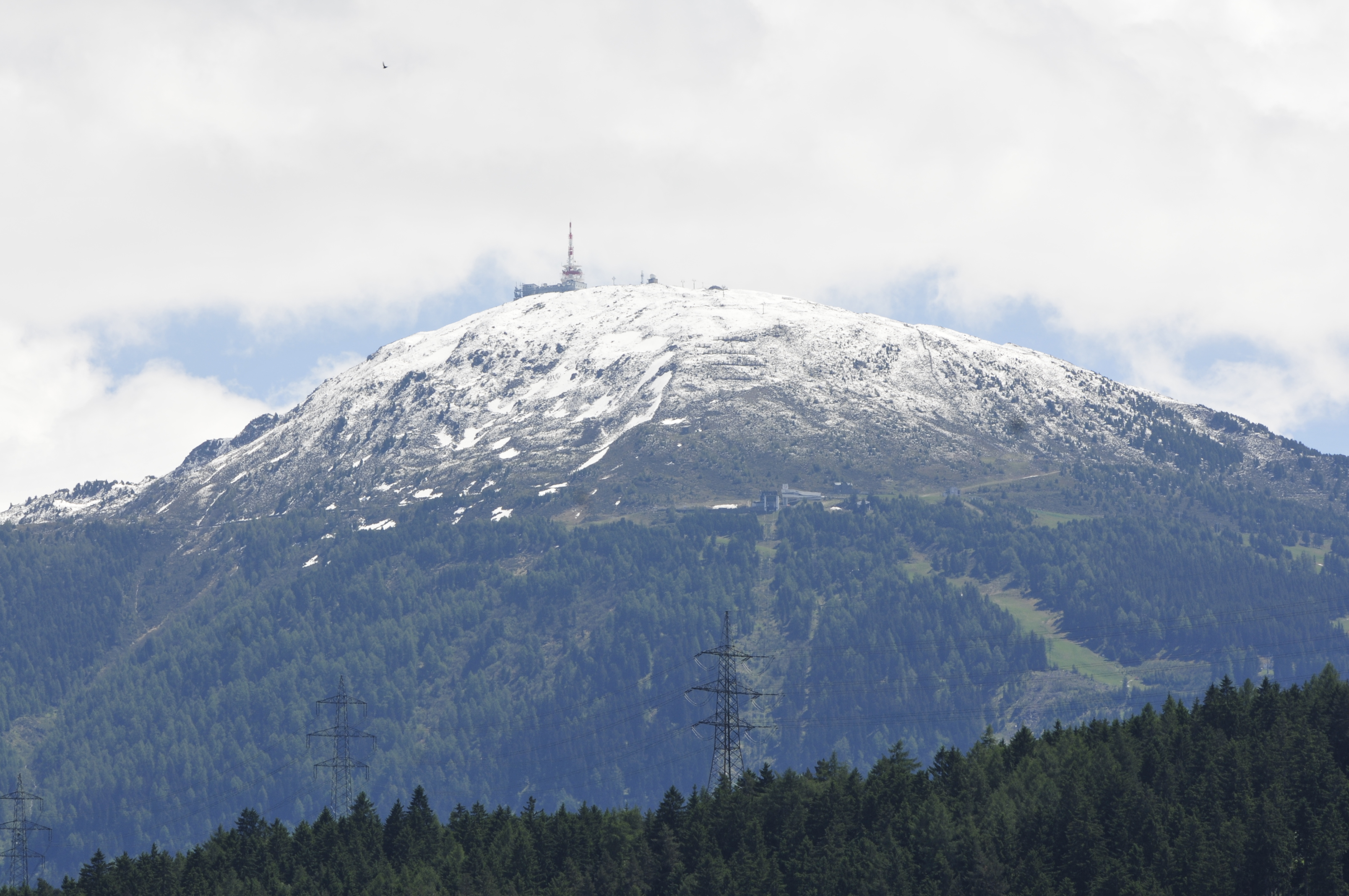
La descente masculine a lieu sur les pentes du Patscherkofel.

Plusieurs sites sportifs sont construits spécialement pour les Jeux. Des nouvelles pistes de ski alpin sont aménagées près du village d'Axamer Lizum, à une vingtaine de kilomètres d'Innsbruck. Une piste de bobsleigh et de luge est aménagée à Igls, à sept kilomètres au sud d'Innsbruck. La piste, longue de 1 506 mètres, a 14 courbes et une dénivellation de 138 mètres,. Pour la première fois aux Jeux, la piste de bobsleigh utilise de la glace artificielle. L'Olympiaeisstadion, patinoire de onze mille places achevée en 1963 et située au centre d'Innsbruck, accueille les compétitions de patinage artistique et la plupart des matchs de hockey sur glace. Les autres matches de hockey sont disputés à la Messehalle. L'anneau de patinage de vitesse, composé de glace artificielle, est installé à l'extérieur de l'Olympiaeisstadion,,. Les épreuves de saut à ski ont lieu sur le tremplin Toni Seelos (petit tremplin) à Seefeld in Tirol et le celui de Bergisel (grand tremplin) à Innsbruck. Le tremplin de Bergisel, construit en bois en 1920, est remplacé par un tremplin en béton. Les pistes de ski de fond et de biathlon se situent à Seefeld, comme le petit tremplin,. La cérémonie d'ouverture est célébrée au pied du tremplin du Bergisel alors que la cérémonie de clôture se déroule à l'Olympiaeisstadion. Un village olympique composé de huit bâtiments de onze étages est bâti à l'extérieur de la ville.

## Réactions et retombées

### Réactions
Les observateurs remarquent la très bonne organisation des Jeux. Les épreuves se déroulent sans problèmes malgré le manque de neige avant les Jeux. En revanche, ils trouvent que l'ambiance, trop austère, est beaucoup moins chaleureuse et festive que lors de Jeux précédents. Les contrôles sont très stricts et les athlètes doivent payer pour assister aux compétitions,,. Le fait que les athlètes soient logés à 15 kilomètres d'Innsbruck et n'apparaissent presque pas en ville est également critiqué.

### Retombées
Dans les années 1970, il s'avère que la ville américaine de Denver choisie pour accueillir les Jeux olympiques d'hiver de 1976 ne pourra assurer l'organisation de la compétition. Une dizaine de villes postulent pour reprendre les Jeux et Innsbruck est sélectionnée. Les raisons principales de ce choix sont les sites construits pour les Jeux de 1964, qui permettent de limiter les coûts, et la bonne organisation de ces derniers. Les sites olympiques accueillent par la suite diverses compétitions sportives telles que la tournée des quatre tremplins, des épreuves de Coupe du monde de bobsleigh et de luge, l'Universiade d'hiver et le Championnat du monde de hockey sur glace en 2005 et les premiers Jeux olympiques de la jeunesse d'hiver en 2012,.